# Rivellia frugalis
Rivellia frugalis är en tvåvingeart som beskrevs av Daniel William Coquillett 1904. Rivellia frugalis ingår i släktet Rivellia och familjen bredmunsflugor.
Artens utbredningsområde är Sri Lanka. Inga underarter finns listade i Catalogue of Life.